# Кабанов, Владимир Львович
Владимир Львович Кабанов (род. 24 июля 1961, Орёл) — российский учёный, преподаватель и общественный деятель, кандидат педагогических наук, доктор юридических наук.

## Биография
Родился 24 июля 1961 года в г. Орёл. В 1984 году окончил индустриально-педагогический факультет Московский государственный педагогический институт им. В. И. Ленина.
В 2001 году окончил аспирантуру Института развития личности Российской академии образования по специальности «Теория и методика обучения и воспитания» и защитил кандидатскую диссертацию на тему «Образовательно-воспитательная деятельность детского парка на примере детских парков Москвы».
В 2013 году окончил факультет юриспруденции Московского университета имени С. Ю. Витте.
В 2019 году защитил докторскую диссертацию на тему «Реализация принципа наилучшего обеспечения интересов ребенка в международном праве».
Женат, пятеро детей.

## Карьера
В 1983—1991 годах работал в школе-интернате № 14 г. Москвы, пройдя путь от учителя до заместителя директора.
В 1992—2004 годах был инициатором создания и первым директором государственного образовательного учреждения дополнительного образования «Детский парк „Усадьба Трубецких в Хамовниках“».
С 2004 года — начальник отдела общего среднего, дополнительного образования и координации деятельности школьных округов Центрального окружного управления образованием Департамента образования Москвы.
С 2007 года — заместитель директора Департамента государственной политики в сфере защиты прав детей Министерства образования и науки Российской Федерации.
С 2017 года является заместителем директора благотворительного фонда «Арифметика добра», руководитель направления по связи с органами власти.
С 2020 года работает директором ГБУ Центр поддержки семьи и детства «Красносельский» ЦАО Москвы.
Преподаватель кафедры судебной власти, правоохранительной и правозащитной деятельности, а также заместитель директора по науке института «Высшая школа образования» МПГУ.
Член экспертного совета Фонда поддержки детей, находящихся в трудной жизненной ситуации и член редколлегии его Вестника. Член редколлегии учебно-методического электронного журнала «Профилактика зависимостей».

## Награды и звания
- Нагрудный знак «Отличник народного просвещения РСФСР» (1993)
- Медаль «В память 850-летия Москвы» (1997)
- Медаль ордена «За заслуги перед Отечеством» II степени (1999)[10]
- Лауреат первого Всероссийского конкурса «Лидер в образовании» (2000)
- Действительный государственный советник Российской Федерации 3-го класса[11]

## Научные работы
Автор 10 монографий и учебных пособий, а также более 50 научных статей.

### Монографии, учебные пособия
- Кабанов В. Л. Ювенальное право. Учебно-методический комплекс. Saarbrucken, Deutschland / Германия, 2012. — 94 с.
- Кабанов В. Л. Актуальные проблемы ювенологической компетентности (научная монография). Saarbrucken, Deutschland / Германия, 2012. — 111 с.
- Кабанов В. Л. Развитие нормативной основы усыновления детей. Зарубежный опыт (научная монография). — М.: ООО «Межрегиональный центр управленческого и политического консультирования», 2013. — 64 с.
- Кабанов В. Л. Ювенальное право. Терминологический словарь (учебное пособие). — М.: Центр программ содействия МВД, 2014. — 172 с.
- Кабанов В. Л. Права детей в международном праве и российском законодательстве. (учебное пособие для магистрантов по направлению «юриспруденция» по учебной дисциплине «Охрана интересов детей по российскому семейному праву»). Saarbrucken, Deutschland / Германия, 2015. — 181 с.
- Кабанов В. Л. Охрана интересов детей. Учебная программа: направление подготовки — «юриспруденция», профиль подготовки — «гражданско-правовой», квалификация выпускника — магистр юриспруденции. — М.: «Янус-К», 2016. — 24 с. — ISBN 978-5-8037-0680-9.
- Кабанов В. Л. Реализация общепризнанного международно-правового принципа, обеспечивающего наилучшие интересы ребенка: универсальные и региональные аспекты (научная монография). — М.: Российский университет дружбы народов, 2016. — 231 с.
- Кабанов В. Л. Application and understanding of the principle of the child’s best interests in the Russian Federation. — М.: Российский университет дружбы народов, 2017. — 44 с.
- Абашидзе А. Х., Гугунский Д. А., Кабанов В. Л. Международная защита прав детей: программа курса. Федеральное государственное бюджетное образовательное учреждение высшего образования «Российский университет дружбы народов», Юридический институт, Кафедра международного права, Консорциум университетов России. — М.: Российский ун-т дружбы народов, 2017. — 174 с. — ISBN 978-5-209-08300-9.
- Кабанов В. Л. Реализация принципа наилучшего обеспечения интересов ребенка по международному и национальному праву. — М.: Экон-Информ, 2018. — 328 с. — ISBN 978-5-907057-77-7.